# Jacques Pellen

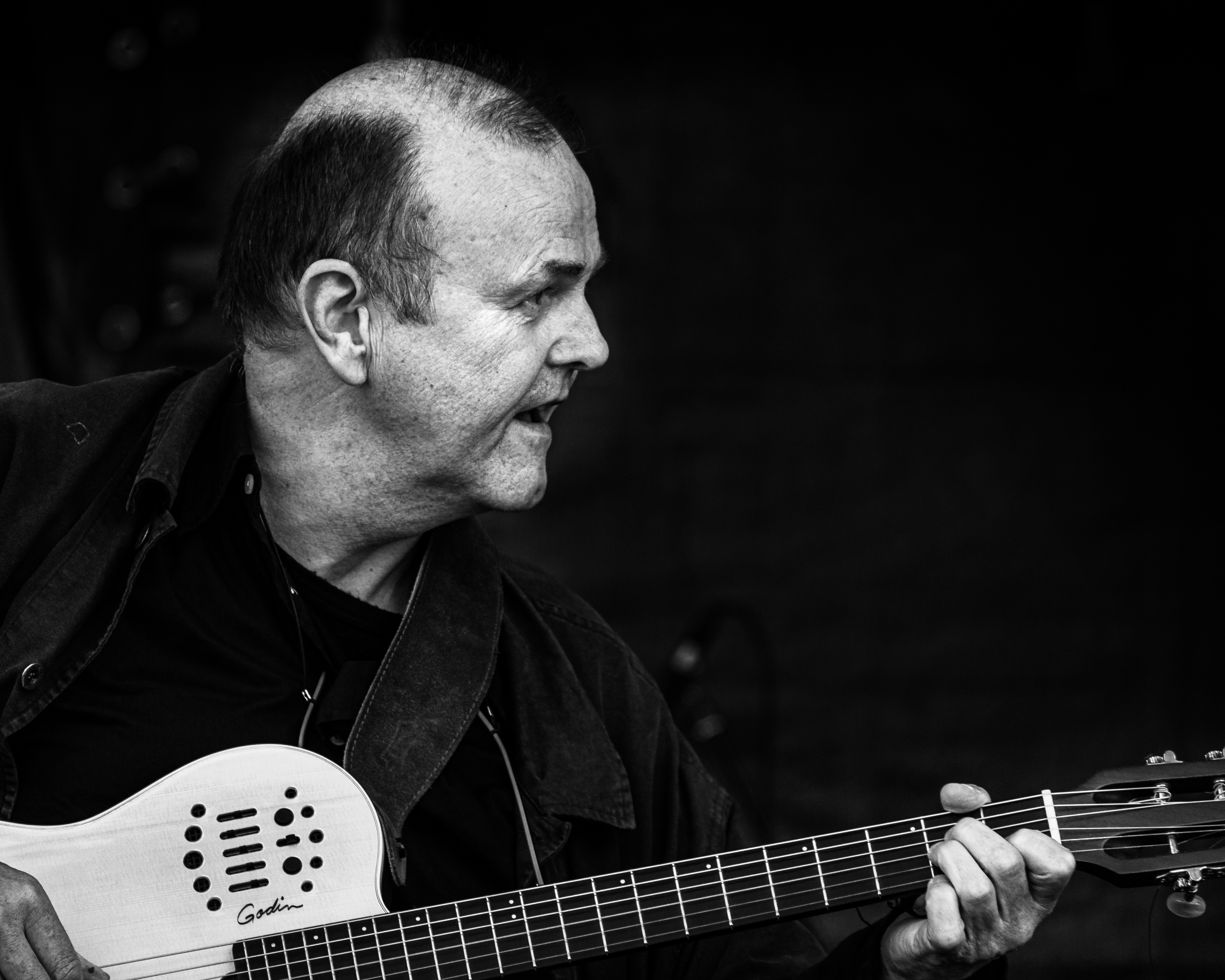
Jacques Pellen (2016)

Jacques Pellen (* 9. April 1957 in Brest, Département Finistère; † 21. April 2020 ebendort) war ein französischer Jazzgitarrist und Komponist.

## Leben und Wirken
Pellen, der mit zwölf Jahren ersten Gitarrenunterricht erhielt, absolvierte eine klassische Musikausbildung; nach seinem Universitätsstudium arbeitete er als freischaffender Musiker. Bereits in den 1970er Jahren kam es zur Zusammenarbeit mit dem bretonischen Sänger Mélaine Favennec und der Harfenistin Kristen Noguès. Über den Gitarristen Dan Ar Braz kam er zu einer neuen Interpretation der Musiktradition der Bretagne. 1979 gründete er ein Gitarrenduo mit Bruno Nevez, welches sich mit François Daniel und Peter Gritz zu einem Quartett entwickelte.
Mit dem Gastmusiker Kenny Wheeler nahm er 1989 erstmals die von ihm komponierte Celtic Procession auf; 1996 entstand Sorserez, u. a. mit Riccardo Del Fra. Mit Soïg Sibéril und Jean-Charles Guichen gründete er 1996 das Gitarrentrio "PSG". Mit Paolo Fresu und Erik Marchand bildete er 1998 das Trio Condaghés. Musikalisch bewegte sich Pellen im Bereich von Ethno-Jazz, Folk und keltischer Musik.
Pellen komponierte auch für den Pianisten Jean-Marie Machado und nahm an Dan Ar Braz’ Projekt L’Héritage des Celtes teil. Er lebte in Portsall, Gemeinde Ploudalmézeau. Pellen starb im April 2020 nach einem dreiwöchigen Krankenhausaufenthalt im Alter von 63 Jahren an den Folgen von COVID-19.

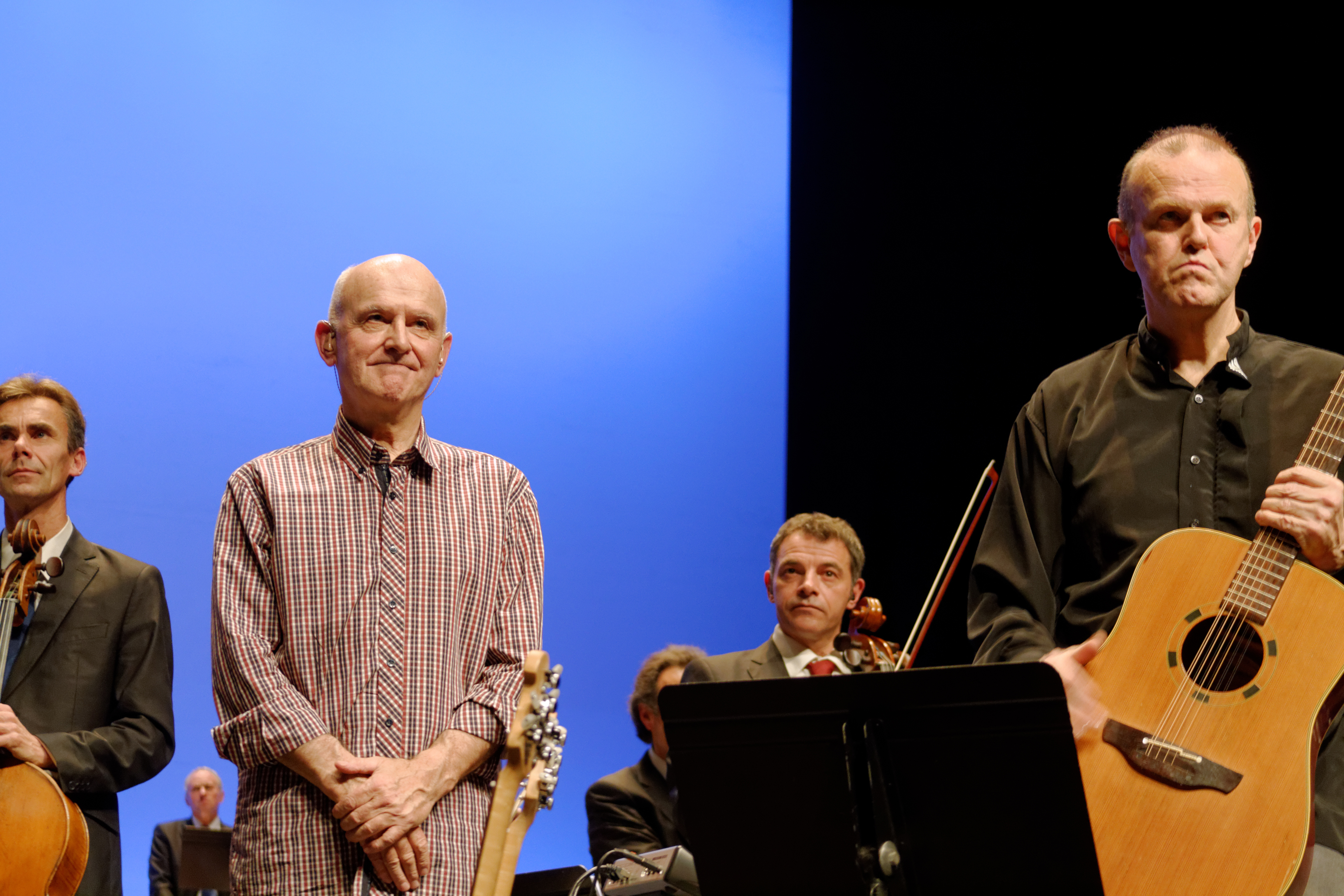
Dan Ar Braz und Jacques Pellen (rechts) mit dem Orchestre symphonique de Bretagne (2015)

## Diskographische Hinweise
- 1989: Jacques Pellen 4 (Caravan), mit Riccardo Del Fra, Peter Gritz, Kenny Wheeler
- 1993: Celtic Procession (Silex)
- 1993: Jacky Molard – Patrick Molard – Jacques Pellen: Triptyque (Gwerz Pladenn)
- 1999: Les Tombées de la Nuit – Celtic Procession Live (Naïve)
- 2003: Ephéméra (Naïve)
- 2007: Lament for the Children (Naïve), mit Gildas Boclé, Marcello Pellitteri